# Премия «Оскар» за лучшую музыку к фильму
Премия «Оскар» за лучшую оригинальную музыку к фильму (англ. Academy Award for Best Original Score) ежегодно вручается Академией кинематографических искусств и наук за музыку, написанную композитором специально для фильма.
В рамках данной категории вручались в разные годы вручались премии не только непосредственно за музыку к фильму, но и премии за различные другие работы с разными формулировками.

## Победители и номинанты
Ниже приводится список номинированных композиторов по годам, в котором перечислены и фильмы и композиторы.

### 1930-е
| Год                                  | Фильм | Номинант(ы) |
| ------------------------------------ | --- | ----------- |
| 1935 (7-я)                           | |             |
| «Одна ночь любви»                    | Columbia Studio Music Department, Льюис Сильверс, руководитель (тематическая музыка: Виктор Шерзингер и Гас Кан)      |             |
| «Весёлая разведённая»                | RKO Radio Studio Music Department, Макс Стайнер, руководитель (музыка: Кеннет Вебб и Сэмуэль Хоффенштейн)             |             |
| «Потерянный патруль»                 | RKO Radio Studio Music Department, Макс Стайнер, руководитель (музыка: Макс Стайнер)                                  |             |
| 1936 (8-я)                           | |             |
| «Осведомитель»                       | RKO Radio Studio Music Department, Макс Стайнер, руководитель (музыка: Макс Стайнер)                                  |             |
| «Одиссея капитана Блада» (вписанный) | Warner Bros.-First National Studio Music Department, Лео Ф. Форбштейн, руководитель (музыка: Эрих Вольфганг Корнголд) |             |
| «Мятеж на „Баунти“»                  | Metro-Goldwyn-Mayer Studio Music Department, Нат Финстон, руководитель (музыка: Герберт Стотхарт)                     |             |
| «Питер Иббетсон»                     | Paramount Studio Music Department, Ирвин Талбот, руководитель (музыка: Эрнст Тох)                                     |             |
| 1937 (9-я)                           | |             |
| «Энтони Несчастный»                  | Warner Bros. Studio Music Department, Лео Ф. Форбштейн, руководитель (музыка: Эрих Вольфганг Корнголд)                |             |
| «Атака лёгкой кавалерии»             | Warner Bros. Studio Music Department, Лео Ф. Форбштейн, руководитель (музыка: Макс Стайнер)                           |             |
| «Сады Аллаха»                        | Selznick International Pictures Music Department, Макс Стайнер, руководитель (музыка: Макс Стайнер)                   |             |
| «Генерал умер на рассвете»           | Paramount Studio Music Department, Борис Морро, руководитель (музыка: Вернер Янссен)                                  |             |
| «Зима на пороге»                     | RKO Radio Studio Music Department, Натаниэль Шилкрет, руководитель (музыка: Натаниэль Шилкрет)                        |             |
| 1938 (10-я)                          | |             |
| «Сто мужчин и одна девушка»          | Universal Studio Music Department, Чарльз Превин, руководитель                                                        |             |
| «Ураган»                             | Samuel Goldwyn Studio Music Department, Альфред Ньюман, руководитель (музыка: Альфред Ньюман)                         |             |
| «В старом Чикаго»                    | 20th Century-Fox Studio Music Department, Льюис Сильверс, руководитель                                                |             |
| «Жизнь Эмиля Золя»                   | Warner Bros. Studio Music Department, Лео Ф. Форбштейн, руководитель (музыка: Макс Стайнер)                           |             |
| «Потерянный горизонт»                | Columbia Studio Music Department, Моррис Столов, руководитель (музыка: Дмитрий Тёмкин)                                |             |
| «Загадай желание»                    | Principal Productions, Хьюго Ризенфельд, руководитель (музыка: Хьюго Ризенфельд)                                      |             |
| «Майские дни»                        | Metro-Goldwyn-Mayer Studio Music Department, Нат Финстон, руководитель (музыка: Герберт Стотхарт)                     |             |
| «Суд над Портией»                    | Republic Studio Music Department, Альберто Коломбо, руководитель (музыка: Альберто Коломбо)                           |             |
| «Пленник Зенды»                      | Selznick International Pictures Music Department, Альфред Ньюман, руководитель (музыка: Альфред Ньюман)               |             |
| «Достойная улица»                    | RKO Radio Studio Music Department, Рой Вебб, руководитель (музыка: Рой Вебб)                                          |             |
| «Белоснежка и семь гномов»           | Walt Disney Studio Music Department, Ли Харлайн, руководитель (музыка: Фрэнк Черчилль, Ли Харлайн и Пол Смит)         |             |
| «Есть, о чём петь»                   | Grand National Studio Music Department, К. Бакалейников, руководитель (музыка: Виктор Шертцингер)                     |             |
| «Души в море»                        | Paramount Studio Music Department, Борис Морро, руководитель (музыка: Френк Харлинг и Милан Родер)                    |             |
| «Путь с Запада»                      | Hal Roach Studio Music Department, Марвин Хатли, руководитель (музыка: Марвин Хатли)                                  |             |
| 1939 (11-я)                          | |             |
| Оригинальный саундтрек               | |             |
| «Приключения Робин Гуда»             | Эрих Вольфганг Корнголд                                                                                               |             |
| «Армейская девчонка»                 | Виктор Янг |             |
| «Болваны»                            | Марвин Хатли |             |
| «Блокада»                            | Вернер Янссен |             |
| «Ломка льда»                         | Виктор Янг |             |
| «Ковбой и леди»                      | Альфред Ньюман |             |
| «Если бы я был королём»              | Ричард Хагеман |             |
| «Мария Антуанетта»                   | Герберт Стотхарт |             |
| «Тихоокеанский лайнер»               | Рассел Беннетт |             |
| «Суэц»                               | Льюис Сильверс |             |
| «Молодой сердцем»                    | Франц Ваксман |             |
| Саундтрек                            | |             |
| «Рэгтайм Бэнд Александра»            | Альфред Ньюман |             |
| «Беззаботная»                        | Виктор Баравалле |             |
| «Школьница»                          | Моррис Столофф и Грегори Стоун                                                                                        |             |
| «Безумства Голдвина»                 | Альфред Ньюман |             |
| «Иезавель»                           | Макс Стайнер |             |
| «Без ума от музыки»                  | Чарльз Превин и Фрэнк Скиннер                                                                                         |             |
| «Шторм в Бенгалии»                   | Сай Фойер |             |
| «Возлюбленные»                       | Герберт Стотхарт |             |
| «Вот идет моя любовь»                | Марвин Хэтли |             |
| «Тропические каникулы»               | Борис Моррос |             |
| «Молодой сердцем»                    | Франц Ваксман |             |

### 1940-е
| Год                                               | Фильм                                                   | Номинант(ы) |
| ------------------------------------------------- | ------------------------------------------------------- | ----------- |
| 1940 (12-я)                                       |                                                         |             |
| Оригинальный саундтрек                            |                                                         |             |
| «Волшебник страны Оз»                             | Герберт Стотхарт                                        |             |
| «Победить темноту»                                | Макс Стайнер                                            |             |
| «Вечно Ваш»                                       | Вернер Янссен                                           |             |
| «Золотой мальчик»                                 | Виктор Янг                                              |             |
| «Унесённые ветром»                                | Макс Стайнер                                            |             |
| «Путешествия Гулливера»                           | Виктор Янг                                              |             |
| «Человек в железной маске»                        | Люд Глускин и Люсьен Моравек                            |             |
| «Человек победы»                                  | Виктор Янг                                              |             |
| «Медсестра Эдит Кэвелл»                           | Энтони Коллинз                                          |             |
| «О мышах и людях»                                 | Аарон Копленд                                           |             |
| «Пришли дожди»                                    | Альфред Ньюман                                          |             |
| «Грозовой перевал»                                | Альфред Ньюман                                          |             |
| Саундтрек                                         |                                                         |             |
| «Дилижанс»                                        | Ричард Хэйгман, Фрэнк Харлинг, Джон Лайполд и Лео Шукен |             |
| «Красотки в доспехах»                             | Роджер Эденс и Джордж Столл                             |             |
| «Первый бал»                                      | Чарльз Превин                                           |             |
| «Великий Виктор Герберт»                          | Фил Бутлже и Артур Лэнг                                 |             |
| «Горбун из Нотр-Дама»                             | Альфред Ньюман                                          |             |
| «Интермеццо»                                      | Лу Форбс                                                |             |
| «Мистер Смит едет в Вашингтон»                    | Дмитрий Тёмкин                                          |             |
| «О мышах и людях»                                 | Аарон Копленд                                           |             |
| «Частная жизнь Елизаветы и Эссекса»               | Эрих Вольфганг Корнголд                                 |             |
| «Замужем за копом»                                | Си Фойер                                                |             |
| «Река Суони»                                      | Луи Силвер                                              |             |
| «Им нужна музыка»                                 | Альфред Ньюман                                          |             |
| «Дорога на юг»                                    | Виктор Янг                                              |             |
| 1941 (13-я)                                       |                                                         |             |
| Оригинальный саундтрек                            |                                                         |             |
| «Пиноккио»                                        | Ли Харлайн, Пол Смит и Нед Вашингтон                    |             |
| «Аризона»                                         | Виктор Янг                                              |             |
| «Зов крови»                                       | Виктор Янг                                              |             |
| «Борьба за жизнь»                                 | Луис Грюнберг                                           |             |
| «Великий диктатор»                                | Мередит Уиллсон                                         |             |
| «Дом о семи фронтонах»                            | Фрэнк Скиннер                                           |             |
| «Ховарды из Вирджинии»                            | Ричард Хагеман                                          |             |
| «Письмо»                                          | Макс Стайнер                                            |             |
| «Долгий путь домой»                               | Ричард Хагеман                                          |             |
| «Знак Зорро»                                      | Альфред Ньюман                                          |             |
| «Моя любимая жена»                                | Рой Уэбб                                                |             |
| «Северо-западная конная полиция»                  | Виктор Янг                                              |             |
| «Миллион лет до нашей эры»                        | Вернер Хейманн                                          |             |
| «Наш городок»                                     | Аарон Копленд                                           |             |
| «Ребекка»                                         | Франц Ваксман                                           |             |
| «Багдадский вор»                                  | Миклош Рожа                                             |             |
| «Мост Ватерлоо»                                   | Герберт Стотхарт                                        |             |
| Саундтрек                                         |                                                         |             |
| «Тин Пэн Элли»                                    | Альфред Ньюман                                          |             |
| «Воскресни, любовь моя»                           | Виктор Янг                                              |             |
| «Хит парад 1941 года»                             | Си Фойер                                                |             |
| «Ирен»                                            | Энтони Коллинз                                          |             |
| «Наш городок»                                     | Аарон Копленд                                           |             |
| «Морской ястреб»                                  | Эрих Вольфганг Корнголд                                 |             |
| «Второй хор»                                      | Арти Шоу                                                |             |
| «Весенний вальс»                                  | Чарльз Превин                                           |             |
| «Играйте, музыканты»                              | Роджер Эденс и Джордж Столл                             |             |
| 1942 (14-я)                                       |                                                         |             |
| Музыка к драматическому или комедийному фильму    |                                                         |             |
| «Дьявол и Дэниэл Уэбстер»                         | Бернард Херрманн                                        |             |
| «Переулок»                                        | Фрэнк Скиннер                                           |             |
| «С огоньком»                                      | Альфред Ньюман                                          |             |
| «За здоровье мисс Бишоп»                          | Эдвард Уорд                                             |             |
| «Гражданин Кейн»                                  | Бернард Херрманн                                        |             |
| «Доктор Джекилл и мистер Хайд»                    | Франц Ваксман                                           |             |
| «Задержите рассвет»                               | Виктор Янг                                              |             |
| «Как зелена была моя долина»                      | Альфред Ньюман                                          |             |
| «Король зомби»                                    | Эдрвард Дж. Кэй                                         |             |
| «Дамы в отставке»                                 | Моррис Столофф и Эрнст Тох                              |             |
| «Маленькие лисички»                               | Мередит Уиллсон                                         |             |
| «Лидия»                                           | Миклош Рожа                                             |             |
| «Остров милосердия»                               | Си Фойер и Уолтер Шарф                                  |             |
| «Сержант Йорк»                                    | Макс Стайнер                                            |             |
| «Так кончается наша ночь»                         | Луис Грюнберг                                           |             |
| «Закат»                                           | Миклош Рожа                                             |             |
| «Подозрение»                                      | Франц Ваксман                                           |             |
| «Танки на миллион»                                | Эдвард Уорд                                             |             |
| «Это неопределенное чувство»                      | Вернер Хейманн                                          |             |
| «Эта женщина – моя»                               | Ричард Хагеман                                          |             |
| Музыка к музыкальному фильму                      |                                                         |             |
| «Дамбо»                                           | Фрэнк Черчилль и Оливер Уоллес                          |             |
| «Все американские одногруппники»                  | Эдвард Уорд                                             |             |
| «Рождение блюза»                                  | Роберт Эмметт Долан                                     |             |
| «Рядовые»                                         | Чарльз Превин                                           |             |
| «Шоколадный солдатик»                             | Герберт Стотхарт и Бронислав Капер                      |             |
| «Выступления на льду»                             | Си Фойер                                                |             |
| «Клубничная блондинка»                            | Хайнц Румхельд                                          |             |
| «Серенада солнечной долины»                       | Эмиль Ньюман                                            |             |
| «Санни»                                           | Энтони Коллинз                                          |             |
| «Ты никогда не будешь богаче»                     | Моррис Столофф                                          |             |
| 1943 (15-я)                                       |                                                         |             |
| Музыка к драматическому или комедийному фильму    |                                                         |             |
| «Вперёд, путешественник»                          | Макс Стайнер                                            |             |
| «Арабские ночи»                                   | Фрэнк Скиннер                                           |             |
| «Бэмби»                                           | Фрэнк Черчилль (п.н.) и Эдвард Плам                     |             |
| «Чёрный лебедь»                                   | Альфред Ньюман                                          |             |
| «Корсиканские братья»                             | Дмитрий Тёмкин                                          |             |
| «Летающие тигры»                                  | Виктор Янг                                              |             |
| «Золотая лихорадка»                               | Макс Терр                                               |             |
| «Я женился на ведьме»                             | Рой Уэбб                                                |             |
| «Жанна Парижская»                                 | Рой Уэбб                                                |             |
| «Книга джунглей»                                  | Миклош Рожа                                             |             |
| «Клондайкская ярость»                             | Эдвард Дж. Кэй                                          |             |
| «Гордость янки»                                   | Ли Харлайн                                              |             |
| «Случайная жатва»                                 | Герберт Стотхарт                                        |             |
| «Жестокий Шанхай»                                 | Ричард Хагеман                                          |             |
| «Серебряная королева»                             | Виктор Янг                                              |             |
| «Возьми письмо, дорогая»                          | Виктор Янг                                              |             |
| «Весь город говорит»                              | Фридрих Холлендер и Моррис Столофф                      |             |
| «Быть или не быть»                                | Вернер Хейманн                                          |             |
| Музыка к музыкальному фильму                      |                                                         |             |
| «Янки Дудл Денди»                                 | Рэй Хайндорф и Хайнц Румхельд                           |             |
| «Полёты под музыку»                               | Эдвард Уорд                                             |             |
| «Для меня и моей девочки»                         | Роджер Эденс и Джордж Столл                             |             |
| «Праздничная гостиница»                           | Роберт Эмметт Долан                                     |             |
| «Всё началось с Евы»                              | Ханс Дж. Солтер и Чарльз Превин                         |             |
| «Джонни-пехотинец»                                | Уолтер Шарф                                             |             |
| «Моя девушка Сэл»                                 | Альфред Ньюман                                          |             |
| «Ты никогда не была восхитительнее»               | Ли Харлайн                                              |             |
| 1944 (16-я)                                       |                                                         |             |
| Саундтрек к драматическому или комедийному фильму |                                                         |             |
| «Песня Бернадетт»                                 | Альфред Ньюман                                          |             |
| «Удивительная миссис Холлидэй»                    | Фрэнк Скиннер и Ханс Дж. Солтер                         |             |
| «Касабланка»                                      | Макс Стайнер                                            |             |
| «Коммандос атакуют на рассвете»                   | Моррис Столофф и Луис Грюнберг                          |             |
| «Падший воробей»                                  | Рой Уэбб и Константин Бакалейников                      |             |
| «По ком звонит колокол»                           | Виктор Янг                                              |             |
| «Палачи тоже умирают»                             | Ханс Эйслер                                             |             |
| «Привет, Диддл, Диддл»                            | Фил Бутлже                                              |             |
| «В старой Оклахоме»                               | Уолтер Шарф                                             |             |
| «Джонни приходит поздно»                          | Ли Харлайн                                              |             |
| «Канзасец»                                        | Джерард Карбонара                                       |             |
| «Леди из бурлеска»                                | Артур Лэнг                                              |             |
| «Мадам Кюри»                                      | Герберт Стотхарт                                        |             |
| «Луна и грош»                                     | Дмитрий Тёмкин                                          |             |
| «Северная звезда»                                 | Аарон Копленд                                           |             |
| «Победа через мощь в воздухе»                     | Эдвард Плам, Пол Смит и Оливер Уоллес                   |             |
| Саундтрек к музыкальному фильму                   |                                                         |             |
| «Это армия»                                       | Рэй Хайндорф                                            |             |
| «Кони-Айленд»                                     | Альфред Ньюман                                          |             |
| «Хит-Парад 1943 года»                             | Уолтер Шарф                                             |             |
| «Призрак Оперы»                                   | Эдвард Уорд                                             |             |
| «Привет, друзья!»                                 | Эдвард Плам, Пол Смит и Чарльз Уолкотт                  |             |
| «Небо — это граница»                              | Ли Харлайн                                              |             |
| «Есть о чём кричать»                              | Моррис Столофф                                          |             |
| «Солдатский клуб»                                 | Фред Рич                                                |             |
| «Звёздно-полосатый ритм»                          | Роберт Эмметт Долан                                     |             |
| «Тысячи приветствий»                              | Герберт Стотхарт                                        |             |
| 1945 (17-я)                                       |                                                         |             |
| Саундтрек к драматическому или комедийному фильму |                                                         |             |
| «С тех пор как вы ушли»                           | Макс Стайнер                                            |             |
| «Адрес неизвестен»                                | Моррис Столофф и Эрнст Тох                              |             |
| «Приключения Марка Твена»                         | Макс Стайнер                                            |             |
| «Мост короля Людовика Святого»                    | Дмитрий Тёмкин                                          |             |
| «Казанова Браун»                                  | Артур Лэнг                                              |             |
| «Рождественские каникулы»                         | Ханс Дж. Солтер                                         |             |
| «Двойная страховка»                               | Миклош Рожа                                             |             |
| «На линии огня»                                   | Уолтер Шарф и Рой Уэбб                                  |             |
| «Косматая обезьяна»                               | Мишель Мишле и Эдвард Пол                               |             |
| «Это случилось завтра»                            | Роберт Штольц                                           |             |
| «Джек Лондон»                                     | Фред Рич                                                |             |
| «Кисмет»                                          | Герберт Стотхарт                                        |             |
| «Только одинокое сердце»                          | Константин Бакалейников и Ханс Эйслер                   |             |
| «Принцесса и пират»                               | Дэвид Роуз                                              |             |
| «Летняя буря»                                     | Карл Хаджос                                             |             |
| «Три русские девушки»                             | Фрэнк Харлинг                                           |             |
| «Наверху в комнате Мейбл»                         | Эдвард Пол                                              |             |
| «Голос на ветру»                                  | Мишель Мишле                                            |             |
| «Вильсон»                                         | Альфред Ньюман                                          |             |
| «Горожанка»                                       | Миклош Рожа                                             |             |
| Саундтрек к музыкальному фильму                   |                                                         |             |
| «Девушка с обложки»                               | Моррис Столофф и Кармен Драгон                          |             |
| «Бразилия»                                        | Уолтер Шарф                                             |             |
| «Выше и выше»                                     | Константин Бакалейников                                 |             |
| «Голливудская лавка для войск»                    | Рэй Хайндорф                                            |             |
| «Улыбка ирландских глаз»                          | Альфред Ньюман                                          |             |
| «Праздник в Нью-Йорке»                            | Вернер Р. Хейманн и Курт Вайль                          |             |
| «Леди в ночи»                                     | Роберт Эмметт Долан                                     |             |
| «Девушка, давайте потанцуем»                      | Эдвард Дж. Кэй                                          |             |
| «Встреть меня в Сент-Луисе»                       | Джордж Столл                                            |             |
| «Весёлые Монахансы»                               | Ханс Дж. Солтер                                         |             |
| «Менестрель»                                      | Ферд Грофе и Лео Эрдоди                                 |             |
| «Сенсации 1945-го года»                           | Малон Меррик                                            |             |
| «Песнь открытого пути»                            | Чарльз Превин                                           |             |
| «Вступайте в ряды армии»                          | Лу Форбс и Рэй Хайндорф                                 |             |
| 1946 (18-я)                                       |                                                         |             |
| Саундтрек к драматическому или комедийному фильму |                                                         |             |
| «Заворожённый»                                    | Миклош Рожа                                             |             |
| «Колокола Святой Марии»                           | Роберт Эмметт Долан                                     |             |
| «Миллионы Брюстера»                               | Лу Форбс                                                |             |
| «Капитан Кидд»                                    | Вернер Янссен                                           |             |
| «Очаровательный домик»                            | Рой Уэбб                                                |             |
| «Сердце побережья Бэрбери»                        | Мортон Скотт и Дэйл Баттс                               |             |
| «Медовый месяц солдата»                           | Эдвард Дж. Кэй                                          |             |
| «История рядового Джо»                            | Луис Эпплбаум и Энн Ронелл                              |             |
| «Призрак в доме»                                  | Вернер Янссен                                           |             |
| «Приходящая жена»                                 | Даниил Амфитеатров                                      |             |
| «Ключи от царства небесного»                      | Альфред Ньюман                                          |             |
| «Потерянный уикэнд»                               | Миклош Рожа                                             |             |
| «Любовные письма»                                 | Виктор Янг                                              |             |
| «Одинокий человек»                                | Карл Хаджос                                             |             |
| «Цель — Бирма»                                    | Франц Ваксман                                           |             |
| «Парижское подполье»                              | Александр Тансман                                       |             |
| «Песня на память»                                 | Миклош Рожа и Моррис Столофф                            |             |
| «Южанин»                                          | Вернер Янссен                                           |             |
| «Эта любовь — наша»                               | Ханс Дж. Солтер                                         |             |
| «Долина решимости»                                | Герберт Стотхарт                                        |             |
| «Женщина в окне»                                  | Артур Лэнг и Хьюго Фридхофер                            |             |
| Саундтрек к музыкальному фильму                   |                                                         |             |
| «Поднять якоря»                                   | Джордж Столл                                            |             |
| «Красавица Юкона»                                 | Артур Лэнг                                              |             |
| «Не могу не петь»                                 | Джером Керн (п.н.) и Ханс Дж. Солтер                    |             |
| «Автостопом к счастью»                            | Мортон Скотт                                            |             |
| «Зажигательная блондинка»                         | Роберт Эмметт Долан                                     |             |
| «Рапсодия в голубых тонах»                        | Рэй Хайндорф и Макс Стайнер                             |             |
| «Ярмарка штата»                                   | Альфред Ньюман и Чарльз Хендерсон                       |             |
| «Панамка Сью»                                     | Эдвард Дж. Кэй                                          |             |
| «Три кабальеро»                                   | Эдвард Плам, Пол Смит и Чарльз Уолкотт                  |             |
| «Сегодня вечером и каждый вечер»                  | Марлин Скайлс и Моррис Столофф                          |             |
| «Почему девушки убегают из дома»                  | Уолтер Грин                                             |             |
| «Чудо-человек»                                    | Лу Форбс и Рэй Хайндорф                                 |             |
| 1947 (19-я)                                       |                                                         |             |
| Саундтрек к драматическому или комедийному фильму |                                                         |             |
| «Лучшие годы нашей жизни»                         | Хьюго Фридхофер                                         |             |
| «Анна и король Сиама»                             | Бернард Херрманн                                        |             |
| «Генрих V»                                        | Уильям Уолтон                                           |             |
| «Юмореска»                                        | Франц Ваксман                                           |             |
| «Убийцы»                                          | Миклош Рожа                                             |             |
| Саундтрек к музыкальному фильму                   |                                                         |             |
| «История Джолсона»                                | Моррис Столофф                                          |             |
| «Голубые небеса»                                  | Роберт Эмметт Долан                                     |             |
| «Лето столетия дня независимости»                 | Альфред Ньюман                                          |             |
| «Девушки Харви»                                   | Ленни Хэйтон                                            |             |
| «Ночь и день»                                     | Рэй Хайндорф и Макс Стайнер                             |             |
| 1948 (20-я)                                       |                                                         |             |
| Саундтрек к драматическому или комедийному фильму |                                                         |             |
| «Двойная жизнь»                                   | Миклош Рожа                                             |             |
| «Жена епископа»                                   | Хьюго Фридхофер                                         |             |
| «Капитан из Кастильи»                             | Альфред Ньюман                                          |             |
| «Амбер навсегда»                                  | Дэвид Рэксин                                            |             |
| «Жизнь с отцом»                                   | Макс Стайнер                                            |             |
| Саундтрек к музыкальному фильму                   |                                                         |             |
| «Мама была в трико»                               | Альфред Ньюман                                          |             |
| «Фиеста»                                          | Джонни Грин                                             |             |
| «Моя дикая ирландская роза»                       | Рэй Хайндорф и Макс Стайнер                             |             |
| «Дорога в Рио»                                    | Роберт Эмметт Долан                                     |             |
| «Песня Юга»                                       | Даниил Амфитеатров, Пол Смит и Чарльз Уолкотт           |             |
| 1949 (21-я)                                       |                                                         |             |
| Саундтрек к драматическому или комедийному фильму |                                                         |             |
| «Красные башмачки»                                | Брайан Исдейл                                           |             |
| «Гамлет»                                          | Уильям Уолтон                                           |             |
| «Жанна д’Арк»                                     | Хьюго Фридхофер                                         |             |
| «Джонни Белинда»                                  | Макс Стайнер                                            |             |
| «Змеиная яма»                                     | Альфред Ньюман                                          |             |
| Саундтрек к музыкальному фильму                   |                                                         |             |
| «Пасхальный парад»                                | Джонни Грин и Роджер Эденс                              |             |
| «Императорский вальс»                             | Виктор Янг                                              |             |
| «Пират»                                           | Ленни Хэйтон                                            |             |
| «Роман в открытом море»                           | Рэй Хайндорф                                            |             |
| «Когда моя крошка улыбается мне»                  | Альфред Ньюман                                          |             |

### 1950-е
| Год                                               | Фильм                                              | Номинант(ы) |
| ------------------------------------------------- | -------------------------------------------------- | ----------- |
| 1950 (22-я)                                       |                                                    |             |
| Саундтрек к драматическому или комедийному фильму |                                                    |             |
| «Наследница»                                      | Аарон Копленд                                      |             |
| «За лесом»                                        | Макс Стайнер                                       |             |
| «Чемпион»                                         | Дмитрий Тёмкин                                     |             |
| Саундтрек к музыкальному фильму                   |                                                    |             |
| «Увольнение в город»                              | Роджер Эденс и Ленни Хэйтон                        |             |
| «Джолсон снова поёт»                              | Моррис Столофф и Джордж Данинг                     |             |
| «Ища серебряную подкладку»                        | Рэй Хайндорф                                       |             |
| 1951 (23-я)                                       |                                                    |             |
| Саундтрек к драматическому или комедийному фильму |                                                    |             |
| «Бульвар Сансет»                                  | Франц Ваксман                                      |             |
| «Всё о Еве»                                       | Альфред Ньюман                                     |             |
| «Огонь и стрела»                                  | Макс Стайнер                                       |             |
| «Не надо грустных песен для меня»                 | Джордж Данинг                                      |             |
| «Самсон и Далила»                                 | Виктор Янг                                         |             |
| Саундтрек к музыкальному фильму                   |                                                    |             |
| «Энни, возьми своё ружьё»                         | Адольф Дойч и Роджер Эденс                         |             |
| «Золушка»                                         | Пол Смит и Оливер Уоллес                           |             |
| «Я справлюсь»                                     | Лайонел Ньюман                                     |             |
| «Три маленьких слова»                             | Андре Превин                                       |             |
| «Вест-поинтская история»                          | Рэй Хайндорф                                       |             |
| 1952 (24-я)                                       |                                                    |             |
| Саундтрек к драматическому или комедийному фильму |                                                    |             |
| «Место под солнцем»                               | Франц Ваксман                                      |             |
| «Давид и Бадшиба»                                 | Альфред Ньюман                                     |             |
| «Смерть коммивояжёра»                             | Алекс Норт                                         |             |
| «Камо грядеши»                                    | Миклош Рожа                                        |             |
| «Трамвай „Желание“»                               | Алекс Норт                                         |             |
| Саундтрек к музыкальному фильму                   |                                                    |             |
| «Американец в Париже»                             | Сол Чаплин и Джонни Грин                           |             |
| «Алиса в Стране чудес»                            | Оливер Уоллес                                      |             |
| «Великий Карузо»                                  | Питер Херман Адлер и Джонни Грин                   |             |
| «На Ривьере»                                      | Альфред Ньюман                                     |             |
| «Плавучий театр»                                  | Адольф Дойч и Конрад Сэлинджер                     |             |
| 1953 (25-я)                                       |                                                    |             |
| Саундтрек к драматическому или комедийному фильму |                                                    |             |
| «Ровно в полдень»                                 | Дмитрий Тёмкин                                     |             |
| «Айвенго»                                         | Миклош Рожа                                        |             |
| «Чудо Фатимской Богоматери»                       | Макс Стайнер                                       |             |
| «Вор»                                             | Гершел Бёрк Гилберт                                |             |
| «Вива Сапата!»                                    | Алекс Норт                                         |             |
| Саундтрек к музыкальному фильму                   |                                                    |             |
| «С песней в моём сердце»                          | Альфред Ньюман                                     |             |
| «Ханс Кристиан Андерсен»                          | Уолтер Шарф                                        |             |
| «Певец джаза»                                     | Рэй Хайндорф и Макс Стайнер                        |             |
| «Медиум»                                          | Джанкарло Менотти                                  |             |
| «Поющие под дождём»                               | Ленни Хэйтон                                       |             |
| 1954 (26-я)                                       |                                                    |             |
| Саундтрек к драматическому или комедийному фильму |                                                    |             |
| «Лили»                                            | Бронислау Капер                                    |             |
| «Сначала и потом»                                 | Хьюго Фридхофер                                    |             |
| «Отныне и во веки веков»                          | Джордж Данинг и Моррис Столофф                     |             |
| «Юлий Цезарь»                                     | Миклош Рожа                                        |             |
| «Синерама»                                        | Луи Форбс                                          |             |
| Саундтрек к музыкальному фильму                   |                                                    |             |
| «Назовите меня мадам»                             | Альфред Ньюман                                     |             |
| «5000 пальцев доктора Т.»                         | Фридрих Холлендер и Моррис Столофф                 |             |
| «Театральный фургон»                              | Адольф Дойч                                        |             |
| «Джейн-катастрофа»                                | Рэй Хайндорф                                       |             |
| «Поцелуй меня, Кэт»                               | Сол Чаплин и Андре Превин                          |             |
| 1955 (27-я)                                       |                                                    |             |
| Саундтрек к драматическому или комедийному фильму |                                                    |             |
| «Великий и могучий»                               | Дмитрий Тёмкин                                     |             |
| «Бунт на «Кейне»»                                 | Макс Стайнер                                       |             |
| «Женевьева»                                       | Ларри Адлер                                        |             |
| «В порту»                                         | Леонард Бернстайн                                  |             |
| «Серебряная»                                      | Франц Ваксман                                      |             |
| Саундтрек к музыкальному фильму                   |                                                    |             |
| «Семь невест для семерых братьев»                 | Сол Чаплин и Адольф Дойч                           |             |
| «Кармен Джонс»                                    | Гершел Бёрк Гилберт                                |             |
| «История Гленна Миллера»                          | Джозеф Гершенсон и Генри Манчини                   |             |
| «Звезда родилась»                                 | Рэй Хайндорф                                       |             |
| «Нет такого бизнеса, как шоу-бизнес»              | Альфред Ньюман и Лайонел Ньюман                    |             |
| 1956 (28-я)                                       |                                                    |             |
| Саундтрек к драматическому или комедийному фильму |                                                    |             |
| «Любовь — самая великолепная вещь на свете»       | Альфред Ньюман                                     |             |
| «Боевой клич»                                     | Макс Стайнер                                       |             |
| «Человек с золотой рукой»                         | Элмер Бернстайн                                    |             |
| «Пикник»                                          | Джордж Данинг                                      |             |
| «Татуированная роза»                              | Алекс Норт                                         |             |
| Саундтрек к музыкальному фильму                   |                                                    |             |
| «Оклахома!»                                       | Роберт Расселл Беннетт, Джей Блэктон и Адольф Дойч |             |
| «Длинноногий папочка»                             | Альфред Ньюман                                     |             |
| «Парни и куколки»                                 | Джей Блэктон и Сирил Дж. Мокридж                   |             |
| «Всегда хорошая погода»                           | Андре Превин                                       |             |
| «Люби меня или покинь меня»                       | Перси Фейт и Джордж Столл                          |             |
| 1957 (29-я)                                       |                                                    |             |
| Саундтрек к драматическому или комедийному фильму |                                                    |             |
| «Вокруг света за 80 дней»                         | Виктор Янг (п.п.)                                  |             |
| «Анастасия»                                       | Альфред Ньюман                                     |             |
| «Между раем и адом»                               | Хьюго Фридхофер                                    |             |
| «Гигант»                                          | Дмитрий Тёмкин                                     |             |
| «Продавец дождя»                                  | Алекс Норт                                         |             |
| Саундтрек к музыкальному фильму                   |                                                    |             |
| «Король и я»                                      | Кен Дарби и Альфред Ньюман                         |             |
| «Всё лучшее в жизни — бесплатно»                  | Лайонел Ньюман                                     |             |
| «История Эдди Дучина»                             | Джордж Даннинг и Моррис Столофф                    |             |
| «Высшее общество»                                 | Сол Чаплин и Джонни Грин                           |             |
| «Встречай меня в Лас-Вегасе»                      | Джонни Грин и Джордж Столл                         |             |
| 1958 (30-я)                                       |                                                    |             |
| «Мост через реку Квай»                            | Малкольм Арнольд                                   |             |
| «Незабываемый роман»                              | Хьюго Фридхофер                                    |             |
| «Мальчик на дельфине»                             | Хьюго Фридхофер                                    |             |
| «Перри»                                           | Пол Смит                                           |             |
| «Округ Рэйнтри»                                   | Джонни Грин                                        |             |
| 1959 (31-я)                                       |                                                    |             |
| Саундтрек к драматическому или комедийному фильму |                                                    |             |
| «Старик и море»                                   | Дмитрий Тёмкин                                     |             |
| «Большая страна»                                  | Джером Моросс                                      |             |
| «За отдельными столиками»                         | Дэвид Рэксин                                       |             |
| «Белая пустошь»                                   | Оливер Уоллес                                      |             |
| «Молодые львы»                                    | Хьюго Фридхофер                                    |             |
| Саундтрек к музыкальному фильму                   |                                                    |             |
| «Жижи»                                            | Андре Превин                                       |             |
| «Балет Большого театра»                           | Юрий Файер и Геннадий Рождественский               |             |
| «Чёртовы янки»                                    | Рэй Хайндорф                                       |             |
| «Марди Гра»                                       | Лайонел Ньюман                                     |             |
| «Юг Тихого океана»                                | Кен Дарби и Альфред Ньюман                         |             |

### 1960-е
| Год                                               | Фильм                                                                             | Номинант(ы) |
| ------------------------------------------------- | --------------------------------------------------------------------------------- | ----------- |
| 1960 (32-я)                                       |                                                                                   |             |
| Саундтрек к драматическому или комедийному фильму |                                                                                   |             |
| «Бен-Гур»                                         | Миклош Рожа                                                                       |             |
| «Дневник Анны Франк»                              | Альфред Ньюман                                                                    |             |
| «История монахини»                                | Франц Ваксман                                                                     |             |
| «На берегу»                                       | Эрнест Голд                                                                       |             |
| «Интимный разговор»                               | Фрэнк ДеВол                                                                       |             |
| Саундтрек к музыкальному фильму                   |                                                                                   |             |
| «Порги и Бесс»                                    | Кен Дарби и Андре Превин                                                          |             |
| «Пять пенни»                                      | Лит Стивенс                                                                       |             |
| «Крошка Абнер»                                    | Джозеф Дж. Лилли и Нельсон Риддл                                                  |             |
| «Скажи лишь одно для меня»                        | Лайонел Ньюман                                                                    |             |
| «Спящая красавица»                                | Джордж Брунс                                                                      |             |
| 1961 (33-я)                                       |                                                                                   |             |
| Саундтрек к драматическому или комедийному фильму |                                                                                   |             |
| «Исход»                                           | Эрнест Голд                                                                       |             |
| «Форт Аламо»                                      | Дмитрий Тёмкин                                                                    |             |
| «Элмер Гантри»                                    | Андре Превин                                                                      |             |
| «Великолепная семёрка»                            | Элмер Бернстайн                                                                   |             |
| «Спартак»                                         | Алекс Норт                                                                        |             |
| Саундтрек к музыкальному фильму                   |                                                                                   |             |
| «Нескончаемая песня»                              | Моррис Столофф и Гарри Сукман                                                     |             |
| «Колокола звонят»                                 | Андре Превин                                                                      |             |
| «Кан-Кан»                                         | Нельсон Риддл                                                                     |             |
| «Займёмся любовью»                                | Эрл Х. Хэйген и Лайонел Ньюман                                                    |             |
| «Пепе»                                            | Джонни Грин                                                                       |             |
| 1962 (34-я)                                       |                                                                                   |             |
| Саундтрек к драматическому или комедийному фильму |                                                                                   |             |
| «Завтрак у Тиффани»                               | Генри Манчини                                                                     |             |
| «Эль Сид»                                         | Миклош Рожа                                                                       |             |
| «Фэнни»                                           | Моррис Столофф и Гарри Сукман                                                     |             |
| «Пушки острова Навароне»                          | Дмитрий Тёмкин                                                                    |             |
| «Лето и дым»                                      | Элмер Бернстайн                                                                   |             |
| Саундтрек к музыкальному фильму                   |                                                                                   |             |
| «Вестсайдская история»                            | Сол Чаплин, Джонни Грин, Сид Рамин и Ирвин Костал                                 |             |
| «Малыши в стране игрушек»                         | Джордж Брунс                                                                      |             |
| «Песня барабана цветов»                           | Альфред Ньюман и Кен Дарби                                                        |             |
| «Хованщина»                                       | Дмитрий Шостакович                                                                |             |
| «Парижский блюз»                                  | Дюк Эллингтон                                                                     |             |
| 1963 (35-я)                                       |                                                                                   |             |
| Оригинальный саундтрек                            |                                                                                   |             |
| «Лоуренс Аравийский»                              | Морис Жарр                                                                        |             |
| «Фрейд: Тайная страсть»                           | Джерри Голдсмит                                                                   |             |
| «Мятеж на „Баунти“»                               | Бронислау Капер                                                                   |             |
| «Тарас Бульба»                                    | Франц Ваксман                                                                     |             |
| «Убить пересмешника»                              | Элмер Бернстайн                                                                   |             |
| Запись адаптированной партитуры                   |                                                                                   |             |
| «Музыкант»                                        | Рэй Хайндорф                                                                      |             |
| «Джамбо Билли Роуза»                              | Джордж Столл                                                                      |             |
| «Жиго»                                            | Мишель Мань                                                                       |             |
| «Цыганка»                                         | Фрэнк Перкинс                                                                     |             |
| «Чудесный мир братьев Гримм»                      | Ли Харлайн                                                                        |             |
| 1964 (36-я)                                       |                                                                                   |             |
| Оригинальный саундтрек                            |                                                                                   |             |
| «Том Джонс»                                       | Джон Эддисон                                                                      |             |
| «55 дней в Пекине»                                | Дмитрий Тёмкин                                                                    |             |
| «Клеопатра»                                       | Алекс Норт                                                                        |             |
| «Как был завоёван Запад»                          | Альфред Ньюман и Кен Дарби                                                        |             |
| «Этот безумный, безумный, безумный, безумный мир» | Эрнест Голд                                                                       |             |
| Запись адаптированной партитуры                   |                                                                                   |             |
| «Нежная Ирма»                                     | Андре Превин                                                                      |             |
| «Пока, пташка»                                    | Джонни Грин                                                                       |             |
| «Новый вид любви»                                 | Лит Стивенс                                                                       |             |
| «Воскресенья в Виль-д’Эвре»                       | Морис Жарр                                                                        |             |
| «Меч в камне»                                     | Джордж Брунс                                                                      |             |
| 1965 (37-я)                                       |                                                                                   |             |
| Оригинальный саундтрек                            |                                                                                   |             |
| «Мэри Поппинс»                                    | Братья Шерман                                                                     |             |
| «Бекет»                                           | Лоуренс Розенталь                                                                 |             |
| «Падение Римской империи»                         | Дмитрий Тёмкин                                                                    |             |
| «Тише, тише, милая Шарлотта»                      | Фрэнк ДеВол                                                                       |             |
| «Розовая пантера»                                 | Генри Манчини                                                                     |             |
| Запись адаптированной партитуры                   |                                                                                   |             |
| «Моя прекрасная леди»                             | Андре Превин                                                                      |             |
| «Вечер трудного дня»                              | Джордж Мартин                                                                     |             |
| «Мэри Поппинс»                                    | Ирвин Костал                                                                      |             |
| «Робин и семь гангстеров»                         | Нельсон Риддл                                                                     |             |
| «Непотопляемая Молли Браун»                       | Роберт Армбрустер, Лео Арно, Джек Эллиотт, Джек Хэйс, Кельвин Джексон и Лео Шукен |             |
| 1966 (38-я)                                       |                                                                                   |             |
| Оригинальный саундтрек                            |                                                                                   |             |
| «Доктор Живаго»                                   | Морис Жарр                                                                        |             |
| «Муки и радости»                                  | Алекс Норт                                                                        |             |
| «Величайшая из когда-либо рассказанных историй»   | Альфред Ньюман                                                                    |             |
| «Клочок синевы»                                   | Джерри Голдсмит                                                                   |             |
| «Шербурские зонтики»                              | Жак Деми и Мишель Легран                                                          |             |
| Запись адаптированной партитуры                   |                                                                                   |             |
| «Звуки музыки»                                    | Ирвин Костал                                                                      |             |
| «Кэт Баллу»                                       | Фрэнк ДеВол                                                                       |             |
| «Ищущие удовольствия»                             | Александр Каридж и Лайонел Ньюман                                                 |             |
| «Тысяча клоунов»                                  | Дон Уокер                                                                         |             |
| «Шербурские зонтики»                              | Мишель Легран                                                                     |             |
| 1967 (39-я)                                       |                                                                                   |             |
| Оригинальный саундтрек                            |                                                                                   |             |
| «Рождённая свободной»                             | Джон Барри                                                                        |             |
| «Библия»                                          | Тосиро Маюдзуми                                                                   |             |
| «Гавайи»                                          | Элмер Бернстайн                                                                   |             |
| «Песчаная галька»                                 | Джерри Голдсмит                                                                   |             |
| «Кто боится Вирджинии Вулф?»                      | Алекс Норт                                                                        |             |
| Запись адаптированной партитуры                   |                                                                                   |             |
| «Смешное происшествие по дороге на Форум»         | Кен Торн                                                                          |             |
| «Евангелие от Матфея»                             | Луис Энрикес Бакалов                                                              |             |
| «Возвращение семёрки»                             | Элмер Бернстайн                                                                   |             |
| «Поющая монахиня»                                 | Гарри Сукман                                                                      |             |
| «Остановите Мир — Я хочу выйти»                   | Эл Хэм                                                                            |             |
| 1968 (40-я)                                       |                                                                                   |             |
| Оригинальный саундтрек                            |                                                                                   |             |
| «Весьма современная Милли»                        | Элмер Бернстайн                                                                   |             |
| «Хладнокровный Люк»                               | Лало Шифрин                                                                       |             |
| «Доктор Дулиттл»                                  | Лесли Брикасс                                                                     |             |
| «Вдали от обезумевшей толпы»                      | Ричард Родни Беннетт                                                              |             |
| «Хладнокровное убийство»                          | Куинси Джонс                                                                      |             |
| Запись адаптированной партитуры                   |                                                                                   |             |
| «Камелот»                                         | Кен Дарби и Альфред Ньюман                                                        |             |
| «Доктор Дулиттл»                                  | Александр Каридж и Лайонел Ньюман                                                 |             |
| «Угадай, кто придёт к обеду?»                     | Фрэнк ДеВол                                                                       |             |
| «Весьма современная Милли»                        | Джозеф Гершенсон и Андре Превин                                                   |             |
| «Долина кукол»                                    | Джон Уильямс                                                                      |             |
| 1969 (41-я)                                       |                                                                                   |             |
| Оригинальный саундтрек                            |                                                                                   |             |
| «Лев зимой»                                       | Джон Барри                                                                        |             |
| «Лис»                                             | Лало Шифрин                                                                       |             |
| «Планета обезьян»                                 | Джерри Голдсмит                                                                   |             |
| «Башмаки рыбака»                                  | Алекс Норт                                                                        |             |
| «Афера Томаса Крауна»                             | Мишель Легран                                                                     |             |
| Запись песен к фильму, адаптация партитуры        |                                                                                   |             |
| «Оливер!»                                         | Джонни Грин (адаптация партитуры)                                                 |             |
| «Радуга Финиана»                                  | Рэй Хайндорф (адаптация партитуры)                                                |             |
| «Смешная девчонка»                                | Уолтер Шарф (адаптация партитуры)                                                 |             |
| «Звезда!»                                         | Ленни Хэйтон (адаптация партитуры)                                                |             |
| «Девушки из Рошфора»                              | Мишель Легран (музыка и адаптация партитуры) и Жак Деми (тексты)                  |             |

### 1970-е
| Год                                              | Фильм | Номинант(ы) |
| ------------------------------------------------ | --- | ----------- |
| 1970 (42-я)                                      | |             |
| Оригинальный саундтрек                           | |             |
| «Бутч Кэссиди и Санденс Кид»                     | Бёрт Бакарак |             |
| «Тысяча дней Анны»                               | Жорж Делерю |             |
| «Воры»                                           | Джон Уильямс |             |
| «Тайна Санта-Виттории»                           | Эрнест Голд |             |
| «Дикая банда»                                    | Джерри Филдинг |             |
| Запись песен к фильму, адаптация партитуры       | |             |
| «Хэлло, Долли!»                                  | Ленни Хэйтон и Лайонел Ньюман (адаптация партитуры)                                                                            |             |
| «До свидания, мистер Чипс»                       | Лесли Брикасс (музыка и тексты) и Джон Уильямс (адаптация партитуры)                                                           |             |
| «Золото Калифорнии»                              | Нельсон Риддл (адаптация партитуры)                                                                                            |             |
| «Милая Чарити»                                   | Си Коулман (адаптация партитуры)                                                                                               |             |
| «Загнанных лошадей пристреливают, не правда ли?» | Джон Грин и Альберт Вудбери (адаптация партитуры)                                                                              |             |
| 1971 (43-я)                                      | |             |
| Оригинальный саундтрек                           | |             |
| «История любви»                                  | Франсис Ле |             |
| «Аэропорт»                                       | Альфред Ньюман (п.н.) |             |
| «Кромвель»                                       | Фрэнк Корделл |             |
| «Паттон»                                         | Джерри Голдсмит |             |
| «Подсолнухи»                                     | Генри Манчини |             |
| Запись песен к фильму, адаптация партитуры       | |             |
| «Пусть будет так»                                | The Beatles (музыка и тексты)                                                                                                  |             |
| «Производительница детей»                        | Фред Карлин (музыка) и Тилвит Кимри (тексты)                                                                                   |             |
| «Мальчик по имени Чарли Браун»                   | Род МакКуэн (музыка и тексты), Джон Скотт Троттер (музыка), Билл Мелендес, Эл Шин (тексты), Винс Гаралди (адаптация партитуры) |             |
| «Дорогая Лили»                                   | Генри Манчини (музыка) и Джонни Мерсер (тексты)                                                                                |             |
| «Скрудж»                                         | Лесли Брикасс (музыка и тексты), Иэн Фрэйзер и Герберт У. Спенсер (адаптация партитуры)                                        |             |
| 1972 (44-я)                                      | |             |
| Оригинальный саундтрек                           | |             |
| «Лето 42-го»                                     | Мишель Легран |             |
| «Мария — королева Шотландии»                     | Джон Барри |             |
| «Николай и Александра»                           | Ричард Родни Беннетт |             |
| «Шафт»                                           | Айзек Хейз |             |
| «Соломенные псы»                                 | Джерри Филдинг |             |
| Запись песен к фильму, адаптация партитуры       | |             |
| «Скрипач на крыше»                               | Джон Уильямс (адаптация партитуры)                                                                                             |             |
| «Набалдашник и метла»                            | Братья Шерман (запись песен) и Ирвин Костал (адаптация партитуры)                                                              |             |
| «Приятель»                                       | Питер Максвелл Дэвис и Питер Гринуэлл (адаптация партитуры)                                                                    |             |
| «Чайковский»                                     | Дмитрий Тёмкин (адаптация партитуры)                                                                                           |             |
| «Вилли Вонка и шоколадная фабрика»               | Лесли Брикасс и Энтони Ньюли (запись песен) и Уолтер Шарф (адаптация партитуры)                                                |             |
| 1973 (45-я)                                      | |             |
| Оригинальный саундтрек                           | |             |
| «Огни рампы»                                     | Чарльз Чаплин, Рэймонд Раш (п.п.) и Ларри Расселл (п.п.)                                                                       |             |
| «Крёстный отец» (номинация отозвана)             | Нино Рота |             |
| «Образы»                                         | Джон Уильямс |             |
| «Наполеон и Саманта»                             | Бадди Бейкер |             |
| «Приключение „Посейдона“»                        | Джон Уильямс |             |
| «Игра навылет»                                   | Джон Эддисон |             |
| Запись песен к фильму, адаптация партитуры       | |             |
| «Кабаре»                                         | Ральф Бёрнс (адаптация партитуры)                                                                                              |             |
| «Леди поёт блюз»                                 | Гил Аски (адаптация партитуры)                                                                                                 |             |
| «Человек из Ла Манчи»                            | Лоуренс Розенталь (адаптация партитуры)                                                                                        |             |
| 1974 (46-я)                                      | |             |
| Оригинальный саундтрек                           | |             |
| «Встреча двух сердец»                            | Марвин Хэмлиш |             |
| «Увольнение до полуночи»                         | Джон Уильямс |             |
| «День дельфина»                                  | Жорж Делерю |             |
| «Мотылёк»                                        | Джерри Голдсмит |             |
| «С шиком»                                        | Джон Кэмерон |             |
| Запись песен к фильму, адаптация партитуры       | |             |
| «Афера»                                          | Марвин Хэмлиш (адаптация партитуры)                                                                                            |             |
| «Иисус Христос — суперзвезда»                    | Андре Превин, Герберт У. Спенсер и Эндрю Ллойд Уэббер (адаптация партитуры)                                                    |             |
| «Том Сойер»                                      | Братья Шерман (запись песен) и Джон Уильямс (адаптация партитуры)                                                              |             |
| 1975 (47-я)                                      | |             |
| Оригинальный саундтрек                           | |             |
| «Крёстный отец 2»                                | Нино Рота и Кармайн Коппола |             |
| «Китайский квартал»                              | Джерри Голдсмит |             |
| «Убийство в „Восточном экспрессе“»               | Ричард Родни Беннетт |             |
| «Шэнкс»                                          | Алекс Норт |             |
| «Ад в поднебесье»                                | Джон Уильямс |             |
| Запись песен к фильму, адаптация партитуры       | |             |
| «Великий Гэтсби»                                 | Нельсон Риддл (адаптация партитуры)                                                                                            |             |
| «Маленький принц»                                | Алан Джей Лернер и Фредерик Лоу (запись песен), Дуглас Гэмли и Анджела Морли (адаптация партитуры)                             |             |
| «Призрак рая»                                    | Пол Уильямс (запись песен и адаптация партитуры) и Джордж Типтон (адаптация партитуры)                                         |             |
| 1976 (48-я)                                      | |             |
| Оригинальный саундтрек                           | |             |
| «Челюсти»                                        | Джон Уильямс |             |
| «Птицы делают это, пчёлы делают это»             | Джеральд Фрид |             |
| «Вкуси пулю»                                     | Алекс Норт |             |
| «Пролетая над гнездом кукушки»                   | Джек Ницше |             |
| «Ветер и лев»                                    | Джерри Голдсмит |             |
| Запись песен к фильму, адаптация партитуры       | |             |
| «Барри Линдон»                                   | Леонард Розенман (адаптация партитуры)                                                                                         |             |
| «Смешная леди»                                   | Питер Матц (адаптация партитуры)                                                                                               |             |
| «Томми»                                          | Пит Таунсенд (адаптация партитуры)                                                                                             |             |
| 1977 (49-я)                                      | |             |
| Оригинальный саундтрек                           | |             |
| «Омен»                                           | Джерри Голдсмит |             |
| «Наваждение»                                     | Бернард Херрманн (п.н.) |             |
| «Джоси Уэйлс — человек вне закона»               | Джерри Филдинг |             |
| «Таксист»                                        | Бернард Херрманн (п.н.) |             |
| «Путешествие проклятых»                          | Лало Шифрин |             |
| Запись песен к фильму, адаптация партитуры       | |             |
| «На пути к славе»                                | Леонард Розенман (адаптация партитуры)                                                                                         |             |
| «Багси Мэлоун»                                   | Пол Уильямс (запись песен и адаптация партитуры)                                                                               |             |
| «Звезда родилась»                                | Роджер Келлоуэй (адаптация партитуры)                                                                                          |             |
| 1978 (50-я)                                      | |             |
| Оригинальный саундтрек                           | |             |
| «Звёздные войны»                                 | Джон Уильямс |             |
| «Близкие контакты третьей степени»               | Джон Уильямс |             |
| «Джулия»                                         | Жорж Делерю |             |
| «Мухаммад — посланник Бога»                      | Морис Жарр |             |
| «Шпион, который меня любил»                      | Марвин Хэмлиш |             |
| Запись песен к фильму, адаптация партитуры       | |             |
| «Маленькая серенада»                             | Джонатан Тюник (адаптация партитуры)                                                                                           |             |
| «Дракон Пита»                                    | Джоэл Хиршхорн и Эл Каша (запись песен) и Ирвин Костал (адаптация партитуры)                                                   |             |
| «Туфелька и роза»                                | Братья Шерман (запись песен) и Анджела Морли (адаптация партитуры)                                                             |             |
| 1979 (51-я)                                      | |             |
| Оригинальный саундтрек                           | |             |
| «Полуночный экспресс»                            | Джорджо Мородер |             |
| «Мальчики из Бразилии»                           | Джерри Голдсмит |             |
| «Дни жатвы»                                      | Эннио Морриконе |             |
| «Небеса могут подождать»                         | Дэйв Грузин |             |
| «Супермен»                                       | Джон Уильямс |             |
| Адаптация партитуры                              | |             |
| «История Бадди Холли»                            | Джо Ренцетти |             |
| «Прелестное дитя»                                | Джерри Векслер |             |
| «Виз»                                            | Куинси Джонс |             |

### 1980-е
| Год                                        | Фильм | Номинант(ы) |
| ------------------------------------------ | --- | ----------- |
| 1980 (52-я)                                | |             |
| Оригинальный саундтрек                     | |             |
| «Маленький роман»                          | Жорж Делерю |             |
| «Десятка»                                  | Генри Манчини |             |
| «Ужас Амитивилля»                          | Лало Шифрин |             |
| «Чемпион»                                  | Дэйв Грузин |             |
| «Звездный путь»                            | Джерри Голдсмит |             |
| Запись песен к фильму, адаптация партитуры | |             |
| «Весь этот джаз»                           | Ральф Бёрнс (адаптация партитуры) |             |
| «Уходя в отрыв»                            | Патрик Уильямс (адаптация партитуры) |             |
| «Маппеты»                                  | Пол Уильямс (запись песен и адаптация партитуры) и Кенни Ашер (запись песен)                                                                                                  |             |
| 1981 (53-я)                                | |             |
| «Слава»                                    | Майкл Гор |             |
| «Другие ипостаси»                          | Джон Корильяно |             |
| «Человек-слон»                             | Джон Моррис |             |
| «Империя наносит ответный удар»            | Джон Уильямс |             |
| «Тэсс»                                     | Филипп Сард |             |
| 1982 (54-я)                                | |             |
| «Огненные колесницы»                       | Вангелис |             |
| «Убийца дракона»                           | Алекс Норт |             |
| «На золотом озере»                         | Дэйв Грузин |             |
| «Рэгтайм»                                  | Рэнди Ньюман |             |
| «Искатели утраченного ковчега»             | Джон Уильямс |             |
| 1983 (55-я)                                | |             |
| Оригинальный саундтрек                     | |             |
| «Инопланетянин»                            | Джон Уильямс |             |
| «Ганди»                                    | Джордж Фентон и Рави Шанкар |             |
| «Офицер и джентльмен»                      | Джек Ницше |             |
| «Полтергейст»                              | Джерри Голдсмит |             |
| «Выбор Софи»                               | Марвин Хэмлиш |             |
| Запись песен к фильму, адаптация партитуры | |             |
| «Виктор/Виктория»                          | Генри Манчини (запись песен и адаптация партитуры) и Лесли Брикасс (запись песен)                                                                                             |             |
| «Энни»                                     | Ральф Бёрнс (адаптация партитуры) |             |
| «От всего сердца»                          | Том Уэйтс (запись песен) |             |
| 1984 (56-я)                                | |             |
| Оригинальный саундтрек                     | |             |
| «Парни что надо»                           | Билл Конти |             |
| «Кросс-Крик»                               | Леонард Розенман |             |
| «Возвращение джедая»                       | Джон Уильямс |             |
| «Язык нежности»                            | Майкл Гор |             |
| «Под огнём»                                | Джерри Голдсмит |             |
| Запись песен к фильму, адаптация партитуры | |             |
| «Йентл»                                    | Мишель Легран (запись песен и адаптация партитуры) и Алан Бергман, Мэрилин Бергман (запись песен)                                                                             |             |
| «Афера 2»                                  | Лало Шифрин (адаптация партитуры) |             |
| «Поменяться местами»                       | Элмер Бернстайн (адаптация партитуры) |             |
| 1985 (57-я)                                | |             |
| Оригинальный саундтрек                     | |             |
| «Поездка в Индию»                          | Морис Жарр |             |
| «Индиана Джонс и храм судьбы»              | Джон Уильямс |             |
| «Самородок»                                | Рэнди Ньюман |             |
| «Река»                                     | Джон Уильямс |             |
| «У подножия вулкана»                       | Алекс Норт |             |
| Запись песен к фильму                      | |             |
| «Пурпурный дождь»                          | Принс |             |
| «Маппеты завоёвывают Манхэттен»            | Джефф Мосс |             |
| «Автор песен»                              | Крис Кристофферсон |             |
| 1986 (58-я)                                | |             |
| «Из Африки»                                | Джон Барри |             |
| «Агнесса божья»                            | Жорж Делерю |             |
| «Цветы лиловые полей»                      | Крис Бордман, Хорхе Каландрельи, Андре Крауч, Джек Хэйс, Джерри Хэй, Куинси Джонс, Рэнди Кербер, Джереми Люббок, Джоэл Розенбаум, Кайфус Семенья, Фред Стинер и Род Темпертон |             |
| «Сильверадо»                               | Брюс Брофтон |             |
| «Свидетель»                                | Морис Жарр |             |
| 1987 (59-я)                                | |             |
| «Около полуночи»                           | Херби Хэнкок |             |
| «Чужие»                                    | Джеймс Хорнер |             |
| «Ребята из Индианы»                        | Джерри Голдсмит |             |
| «Миссия»                                   | Эннио Морриконе |             |
| «Звёздный путь IV: Дорога домой»           | Леонард Розенман |             |
| 1988 (60-я)                                | |             |
| «Последний император»                      | Рюити Сакамото, Дэвид Бирн и Цун Су |             |
| «Клич свободы»                             | Джордж Фентон и Джонас Гвангва |             |
| «Империя солнца»                           | Джон Уильямс |             |
| «Неприкасаемые»                            | Эннио Морриконе |             |
| «Иствикские ведьмы»                        | Джон Уильямс |             |
| 1989 (61-я)                                | |             |
| «Война на бобовом поле в Милагро»          | Дэйв Грузин |             |
| «Турист поневоле»                          | Джон Уильямс |             |
| «Опасные связи»                            | Джордж Фентон |             |
| «Гориллы в тумане»                         | Морис Жарр |             |
| «Человек дождя»                            | Ханс Циммер |             |

### 1990-е
| Год                                          | Фильм                                                                                     | Номинант(ы) |
| -------------------------------------------- | ----------------------------------------------------------------------------------------- | ----------- |
| 1990 (62-я)                                  |                                                                                           |             |
| «Русалочка»                                  | Алан Менкен                                                                               |             |
| «Рождённый четвёртого июля»                  | Джон Уильямс                                                                              |             |
| «Знаменитые братья Бэйкеры»                  | Дэйв Грузин                                                                               |             |
| «Поле его мечты»                             | Джеймс Хорнер                                                                             |             |
| «Индиана Джонс и последний крестовый поход»  | Джон Уильямс                                                                              |             |
| 1991 (63-я)                                  |                                                                                           |             |
| «Танцы с волками»                            | Джон Барри                                                                                |             |
| «Авалон»                                     | Рэнди Ньюман                                                                              |             |
| «Привидение»                                 | Морис Жарр                                                                                |             |
| «Гавана»                                     | Дэйв Грузин                                                                               |             |
| «Один дома»                                  | Джон Уильямс                                                                              |             |
| 1992 (64-я)                                  |                                                                                           |             |
| «Красавица и Чудовище»                       | Алан Менкен                                                                               |             |
| «Багси»                                      | Эннио Морриконе                                                                           |             |
| «Король-рыбак»                               | Джордж Фентон                                                                             |             |
| «Джон Ф. Кеннеди. Выстрелы в Далласе»        | Джон Уильямс                                                                              |             |
| «Повелитель приливов»                        | Джеймс Ньютон Ховард                                                                      |             |
| 1993 (65-я)                                  |                                                                                           |             |
| «Аладдин»                                    | Алан Менкен                                                                               |             |
| «Основной инстинкт»                          | Джерри Голдсмит                                                                           |             |
| «Чаплин»                                     | Джон Барри                                                                                |             |
| «Говардс-Энд»                                | Ричард Роббинс                                                                            |             |
| «Там, где течёт река»                        | Марк Айшем                                                                                |             |
| 1994 (66-я)                                  |                                                                                           |             |
| «Список Шиндлера»                            | Джон Уильямс                                                                              |             |
| «Эпоха невинности»                           | Элмер Бернстайн                                                                           |             |
| «Фирма»                                      | Дэйв Грузин                                                                               |             |
| «Беглец»                                     | Джеймс Ньютон Ховард                                                                      |             |
| «Остаток дня»                                | Ричард Роббинс                                                                            |             |
| 1995 (67-я)                                  |                                                                                           |             |
| «Король-лев»                                 | Ханс Циммер                                                                               |             |
| «Форрест Гамп»                               | Алан Сильвестри                                                                           |             |
| «Интервью с вампиром: Хроника жизни вампира» | Эллиот Голденталь                                                                         |             |
| «Маленькие женщины»                          | Томас Ньюман                                                                              |             |
| «Побег из Шоушенка»                          | Томас Ньюман                                                                              |             |
| 1996 (68-я)                                  |                                                                                           |             |
| Музыка к драматическому фильму               |                                                                                           |             |
| «Почтальон»                                  | Луис Энрикес Бакалов                                                                      |             |
| «Аполлон-13»                                 | Джеймс Хорнер                                                                             |             |
| «Храброе сердце»                             | Джеймс Хорнер                                                                             |             |
| «Никсон»                                     | Джон Уильямс                                                                              |             |
| «Разум и чувства»                            | Патрик Дойл                                                                               |             |
| Музыка к музыкальному или комедийному фильму |                                                                                           |             |
| «Покахонтас»                                 | Алан Менкен (музыка и оркестровая партитура) и Стивен Шварц (тексты)                      |             |
| «Американский президент»                     | Марк Шейман                                                                               |             |
| «Сабрина»                                    | Джон Уильямс                                                                              |             |
| «История игрушек»                            | Рэнди Ньюман                                                                              |             |
| «Сумасшедшие герои»                          | Томас Ньюман                                                                              |             |
| 1997 (69-я)                                  |                                                                                           |             |
| Музыка к драматическому фильму               |                                                                                           |             |
| «Английский пациент»                         | Габриэль Яред                                                                             |             |
| «Гамлет»                                     | Патрик Дойл                                                                               |             |
| «Майкл Коллинз»                              | Эллиот Голденталь                                                                         |             |
| «Блеск»                                      | Дэвид Хиршфельдер                                                                         |             |
| «Спящие»                                     | Джон Уильямс                                                                              |             |
| Музыка к музыкальному или комедийному фильму |                                                                                           |             |
| «Эмма»                                       | Рэйчел Портман                                                                            |             |
| «Клуб первых жён»                            | Марк Шейман                                                                               |             |
| «Горбун из Нотр-Дама»                        | Алан Менкен (музыка и оркестровая партитура) и Стивен Шварц (тексты)                      |             |
| «Джеймс и гигантский персик»                 | Рэнди Ньюман                                                                              |             |
| «Жена священника»                            | Ханс Циммер                                                                               |             |
| 1998 (70-я)                                  |                                                                                           |             |
| Музыка к драматическому фильму               |                                                                                           |             |
| «Титаник»                                    | Джеймс Хорнер                                                                             |             |
| «Амистад»                                    | Джон Уильямс                                                                              |             |
| «Умница Уилл Хантинг»                        | Дэнни Эльфман                                                                             |             |
| «Кундун»                                     | Филип Гласс                                                                               |             |
| «Секреты Лос-Анджелеса»                      | Джерри Голдсмит                                                                           |             |
| Музыка к музыкальному или комедийному фильму |                                                                                           |             |
| «Мужской стриптиз»                           | Энн Дадли                                                                                 |             |
| «Анастасия»                                  | Стивен Флаэрти (музыка), Лин Аренс (тексты) и Дэвид Ньюман (оркестровая партитура)        |             |
| «Лучше не бывает»                            | Ханс Циммер                                                                               |             |
| «Люди в чёрном»                              | Дэнни Эльфман                                                                             |             |
| «Свадьба лучшего друга»                      | Джеймс Ньютон Ховард                                                                      |             |
| 1999 (71-я)                                  |                                                                                           |             |
| Музыка к драматическому фильму               |                                                                                           |             |
| «Жизнь прекрасна»                            | Никола Пьовани                                                                            |             |
| «Елизавета»                                  | Дэвид Хиршфельдер                                                                         |             |
| «Плезантвиль»                                | Рэнди Ньюман                                                                              |             |
| «Спасти рядового Райана»                     | Джон Уильямс                                                                              |             |
| «Тонкая красная линия»                       | Ханс Циммер                                                                               |             |
| Музыка к музыкальному или комедийному фильму |                                                                                           |             |
| «Влюблённый Шекспир»                         | Стивен Уорбек                                                                             |             |
| «Приключения Флика»                          | Рэнди Ньюман                                                                              |             |
| «Мулан»                                      | Мэттью Уайлдер (музыка), Дэвид Зиппель (тексты) и Джерри Голдсмит (оркестровая партитура) |             |
| «Целитель Адамс»                             | Марк Шейман                                                                               |             |
| «Принц Египта»                               | Стивен Шварц (музыка и тексты) и Ханс Циммер (оркестровая партитура)                      |             |

### 2000-е
| Год                                     | Фильм                | Номинант(ы) |
| --------------------------------------- | -------------------- | ----------- |
| 2000 (72-я)                             |                      |             |
| «Красная Скрипка»                       | Джон Корильяно       |             |
| «Красота по-американски»                | Томас Ньюман         |             |
| «Прах Анджелы»                          | Джон Уильямс         |             |
| «Правила виноделов»                     | Рэйчел Портман       |             |
| «Талантливый мистер Рипли»              | Габриэль Яред        |             |
| 2001 (73-я)                             |                      |             |
| «Крадущийся тигр, затаившийся дракон»   | Тань Дунь            |             |
| «Шоколад»                               | Рэйчел Портман       |             |
| «Гладиатор»                             | Ханс Циммер          |             |
| «Малена»                                | Эннио Морриконе      |             |
| «Патриот»                               | Джон Уильямс         |             |
| 2002 (74-я)                             |                      |             |
| «Властелин колец: Братство кольца»      | Говард Шор           |             |
| «Искусственный разум»                   | Джон Уильямс         |             |
| «Игры разума»                           | Джеймс Хорнер        |             |
| «Гарри Поттер и философский камень»     | Джон Уильямс         |             |
| «Корпорация монстров»                   | Рэнди Ньюман         |             |
| 2003 (75-я)                             |                      |             |
| «Фрида»                                 | Эллиот Голденталь    |             |
| "8 миля"                                | Eminem               |             |
| «Поймай меня, если сможешь»             | Джон Уильямс         |             |
| «Вдали от рая»                          | Элмер Бернстайн      |             |
| «Часы»                                  | Филип Гласс          |             |
| «Проклятый путь»                        | Томас Ньюман         |             |
| 2004 (76-я)                             |                      |             |
| «Властелин колец: Возвращение короля»   | Говард Шор           |             |
| «Крупная рыба»                          | Дэнни Эльфман        |             |
| «Холодная гора»                         | Габриэль Яред        |             |
| «В поисках Немо»                        | Томас Ньюман         |             |
| «Дом из песка и тумана»                 | Джеймс Хорнер        |             |
| 2005 (77-я)                             |                      |             |
| «Волшебная страна»                      | Ян Качмарек          |             |
| «Гарри Поттер и узник Азкабана»         | Джон Уильямс         |             |
| «Лемони Сникет: 33 несчастья»           | Томас Ньюман         |             |
| «Страсти Христовы»                      | Джон Дебни           |             |
| «Таинственный лес»                      | Джеймс Ньютон Ховард |             |
| 2006 (78-я)                             |                      |             |
| «Горбатая гора»                         | Густаво Сантаолалья  |             |
| «Преданный садовник»                    | Альберто Иглесиас    |             |
| «Мемуары гейши»                         | Джон Уильямс         |             |
| «Мюнхен»                                | Джон Уильямс         |             |
| «Гордость и предубеждение»              | Дарио Марианелли     |             |
| 2007 (79-я)                             |                      |             |
| «Вавилон»                               | Густаво Сантаолалья  |             |
| «Хороший немец»                         | Томас Ньюман         |             |
| «Скандальный дневник»                   | Филип Гласс          |             |
| «Лабиринт Фавна»                        | Хавьер Наваррете     |             |
| «Королева»                              | Александр Деспла     |             |
| 2008 (80-я)                             |                      |             |
| «Искупление»                            | Дарио Марианелли     |             |
| «Поезд на Юму»                          | Марко Белтрами       |             |
| «Бегущий за ветром»                     | Альберто Иглесиас    |             |
| «Майкл Клейтон»                         | Джеймс Ньютон Ховард |             |
| «Рататуй»                               | Майкл Джаккино       |             |
| 2009 (81-я)                             |                      |             |
| «Миллионер из трущоб»                   | А. Р. Рахман         |             |
| «Загадочная история Бенджамина Баттона» | Александр Деспла     |             |
| «Вызов»                                 | Джеймс Ньютон Ховард |             |
| «Харви Милк»                            | Дэнни Эльфман        |             |
| «ВАЛЛ-И»                                | Томас Ньюман         |             |

### 2010-е
| Год                                        | Фильм                        | Номинант(ы) |
| ------------------------------------------ | ---------------------------- | ----------- |
| 2010 (82-я)                                |                              |             |
| «Вверх»                                    | Майкл Джаккино               |             |
| «Аватар»                                   | Джеймс Хорнер                |             |
| «Бесподобный мистер Фокс»                  | Александр Деспла             |             |
| «Повелитель бури»                          | Марко Белтрами и Бак Сандерс |             |
| «Шерлок Холмс»                             | Ханс Циммер                  |             |
| 2011 (83-я)                                |                              |             |
| «Социальная сеть»                          | Трент Резнор и Аттикус Росс  |             |
| «127 часов»                                | А. Р. Рахман                 |             |
| «Как приручить дракона»                    | Джон Пауэлл                  |             |
| «Начало»                                   | Ханс Циммер                  |             |
| «Король говорит!»                          | Александр Деспла             |             |
| 2012 (84-я)                                |                              |             |
| «Артист»                                   | Людовик Бурс                 |             |
| «Приключения Тинтина: Тайна „Единорога“»   | Джон Уильямс                 |             |
| «Хранитель времени»                        | Говард Шор                   |             |
| «Шпион, выйди вон!»                        | Альберто Иглесиас            |             |
| «Боевой конь»                              | Джон Уильямс                 |             |
| 2013 (85-я)                                |                              |             |
| «Жизнь Пи»                                 | Майкл Данна                  |             |
| «Анна Каренина»                            | Дарио Марианелли             |             |
| «Операция „Арго“»                          | Александр Деспла             |             |
| «Линкольн»                                 | Джон Уильямс                 |             |
| «007: Координаты „Скайфолл“»               | Томас Ньюман                 |             |
| 2014 (86-я)                                |                              |             |
| «Гравитация»                               | Стивен Прайс                 |             |
| «Воровка книг»                             | Джон Уильямс                 |             |
| «Она»                                      | Уильям Батлер и Оуэн Паллетт |             |
| «Филомена»                                 | Александр Деспла             |             |
| «Спасти мистера Бэнкса»                    | Томас Ньюман                 |             |
| 2015 (87-я)                                |                              |             |
| «Отель „Гранд Будапешт“»                   | Александр Деспла             |             |
| «Игра в имитацию»                          | Александр Деспла             |             |
| «Интерстеллар»                             | Ханс Циммер                  |             |
| «Уильям Тёрнер»                            | Гари Ершон                   |             |
| «Теория всего»                             | Йохан Йоханнссон             |             |
| 2016 (88-я)                                |                              |             |
| «Омерзительная восьмёрка»                  | Эннио Морриконе              |             |
| «Шпионский мост»                           | Томас Ньюман                 |             |
| «Кэрол»                                    | Картер Бёруэлл               |             |
| «Убийца»                                   | Йохан Йоханнссон             |             |
| «Звёздные войны: Пробуждение силы»         | Джон Уильямс                 |             |
| 2017 (89-я)                                |                              |             |
| «Ла-Ла Ленд»                               | Джастин Гурвиц               |             |
| «Джеки»                                    | Мика Левай                   |             |
| «Лев»                                      | Хаушка и Дастин О’Хэллоран   |             |
| «Лунный свет»                              | Николас Брителл              |             |
| «Пассажиры»                                | Томас Ньюман                 |             |
| 2018 (90-я)                                |                              |             |
| «Форма воды»                               | Александр Деспла             |             |
| «Дюнкерк»                                  | Ханс Циммер                  |             |
| «Призрачная нить»                          | Джонни Гринвуд               |             |
| «Звёздные войны: Последние джедаи»         | Джон Уильямс                 |             |
| «Три билборда на границе Эббинга, Миссури» | Картер Бёруэлл               |             |
| 2019 (91-я)                                |                              |             |
| «Чёрная пантера»                           | Людвиг Йоранссон             |             |
| «Чёрный клановец»                          | Теренс Бланшар               |             |
| «Если Бил-стрит могла бы заговорить»       | Николас Брителл              |             |
| «Остров собак»                             | Александр Деспла             |             |
| «Мэри Поппинс возвращается»                | Марк Шейман                  |             |

### 2020-е
| Год                                 | Фильм                                    | Номинант(ы) |
| ----------------------------------- | ---------------------------------------- | ----------- |
| 2020 (92-я)                         |                                          |             |
| «Джокер»                            | Хильдур Гуднадоуттир                     |             |
| «Маленькие женщины»                 | Александр Деспла                         |             |
| «Брачная история»                   | Рэнди Ньюман                             |             |
| «1917»                              | Томас Ньюман                             |             |
| «Звёздные войны: Скайуокер. Восход» | Джон Уильямс                             |             |
| 2021 (93-я)                         |                                          |             |
| «Душа»                              | Трент Резнор, Аттикус Росс и Джон Батист |             |
| «Пятеро одной крови»                | Теренс Бланшар                           |             |
| «Манк»                              | Трент Резнор и Аттикус Росс              |             |
| «Минари»                            | Эмиль Моссери                            |             |
| «Новости со всего света»            | Джеймс Ньютон Ховард                     |             |
| 2022 (94-я)                         |                                          |             |
| «Дюна»                              | Ханс Циммер                              |             |
| «Не смотрите наверх»                | Николас Брителл                          |             |
| «Энканто»                           | Джермейн Франко                          |             |
| «Параллельные матери»               | Альберто Иглесиас                        |             |
| «Власть пса»                        | Джонни Гринвуд                           |             |
| 2023 (95-я)                         |                                          |             |
| «На Западном фронте без перемен»    | Фолькер Бертельманн                      |             |
| «Вавилон»                           | Джастин Гурвиц                           |             |
| «Банши Инишерина»                   | Картер Бёруэлл                           |             |
| «Всё везде и сразу»                 | Son Lux                                  |             |
| «Фабельманы»                        | Джон Уильямс                             |             |
| 2024 (96-я)                         |                                          |             |
| «Оппенгеймер»                       | Людвиг Йоранссон                         |             |
| «Американское чтиво»                | Лора Карпман                             |             |
| «Индиана Джонс и Колесо судьбы»     | Джон Уильямс                             |             |
| «Убийцы цветочной луны»             | Робби Робертсон                          |             |
| «Бедные-несчастные»                 | Джерскин Фендрикс                        |             |
| 2025 (97-я)                         |                                          |             |
| «Бруталист»                         | Дэниэл Блумберг                          |             |
| «Конклав»                           | Фолькер Бертельман                       |             |
| «Эмилия Перес»                      | Клеман Дюколь и Камий                    |             |
| «Злая: Сказка о ведьме Запада»      | Джон Пауэлл и Стивен Шварц               |             |
| «Дикий робот»                       | Крис Бауэрс                              |             |

## Рекорды
| Наибольшее количество наград                | 9 наград     | Альфред Ньюман          |
| Наибольшее количество номинаций с наградами | 49 номинаций | Джон Уильямс            |
| Наибольшее количество номинаций без награды | 14 номинаций | Томас Ньюман Алекс Норт |

## Заметки
1. ↑  С 1934 по 1937 год номинированные фильмы представлял не композитор, а руководитель музыкального отдела киностудии. Настоящий(ие) композитор(ы) каждого фильма указаны в скобках.
2. ↑  Фильм «Одиссея капитана Блада» официально не был номинирован на эту награду, но фигурирует в записях Академии, потому что занял третье место в голосовании в качестве кандидата, включенного в список в 1935 году.
3. ↑  С 1937 по 1945 год киностудии могли представить один подходящий фильм по своему выбору, гарантируя ему номинацию.
4. ↑  Из-за политического климата того времени, аранжировщик и дирижёр фильма «Женевьева» Мьюир Мэтисон был записан как композитор этого британского фильма в американские печатные издания, и поэтому ему изначально была приписана номинация в категории «Саундтрек к драматическому или комедийному фильму». В июне 1986 года Совет управляющих киноакадемии изменил учётные записи, чтобы отдать Ларри Адлеру должное признание, на которое Мэтисон никогда не претендовал. Имя Мьюира Мэтисона было заменено на Ларри Адлера в списке номинантов.
5. ↑  В 1957 году драматические и комедийные фильмы соревновались с мюзиклами в комбинированной категории Саундтрек. В шорт-лист вошли пятнадцать саундтреков, из них десять из драматических и комедийных фильмов и пять из мюзиклов. В результате голосования музыкальных номинантов не было.
6. ↑  Фильм был выпущен ещё в 1952 году, но до 1972 года не был показан в США.
7. ↑  Фильм «Крёстный отец» был исключён из числа номинантов за лучшую музыку, когда обнаружилось, что одна из музыкальных тем саундтрека ранее звучала в итальянской картине 1958 года «Фортунелла». Было проведено новое голосование из оставшихся пяти фильмов предварительного списка претендентов, в результате пятым номинантом стал саундтрек Джона Эддисона к фильму «Игра навылет».
8. ↑  Позже названные как «Звёздные войны. Эпизод IV: Новая надежда»
9. ↑  Позже названные как «Звёздные войны. Эпизод V: Империя наносит ответный удар»
10. ↑  Позже названный как «Индиана Джонс: В поисках утраченного ковчега»
11. ↑  Позже названные как «Звёздные войны. Эпизод VI: Возвращение джедая»
12. ↑  С 1995 по 1998 год Лучшая музыка к фильму был разделён на Музыку к драматическому фильму и Музыку к музыкальному или комедийному фильму. Для мюзиклов и комедий право на выдвижение имели авторы песен и авторы текстов, а также композиторы оркестрового подчёркивания.
13. ↑  Лиза Джеррард также была указана в титрах за музыку к «Гладиатору», но только Циммер был признан имеющим право на номинацию.
14. ↑  Период права на участие в 93-й церемонии был в порядке исключения продлён до 28 февраля 2021 года из-за воздействия пандемии COVID-19.